# Ostfriedhof di Innsbruck
L'Ostfriedhof di Innsbruck (Cimitero Est di Innsbruck), anche noto come Pradler Friedhof, è il principale luogo di sepoltura della città di Innsbruck, capoluogo del Tirolo Settentrionale e dello stato federato austriaco del Tirolo.

## Storia

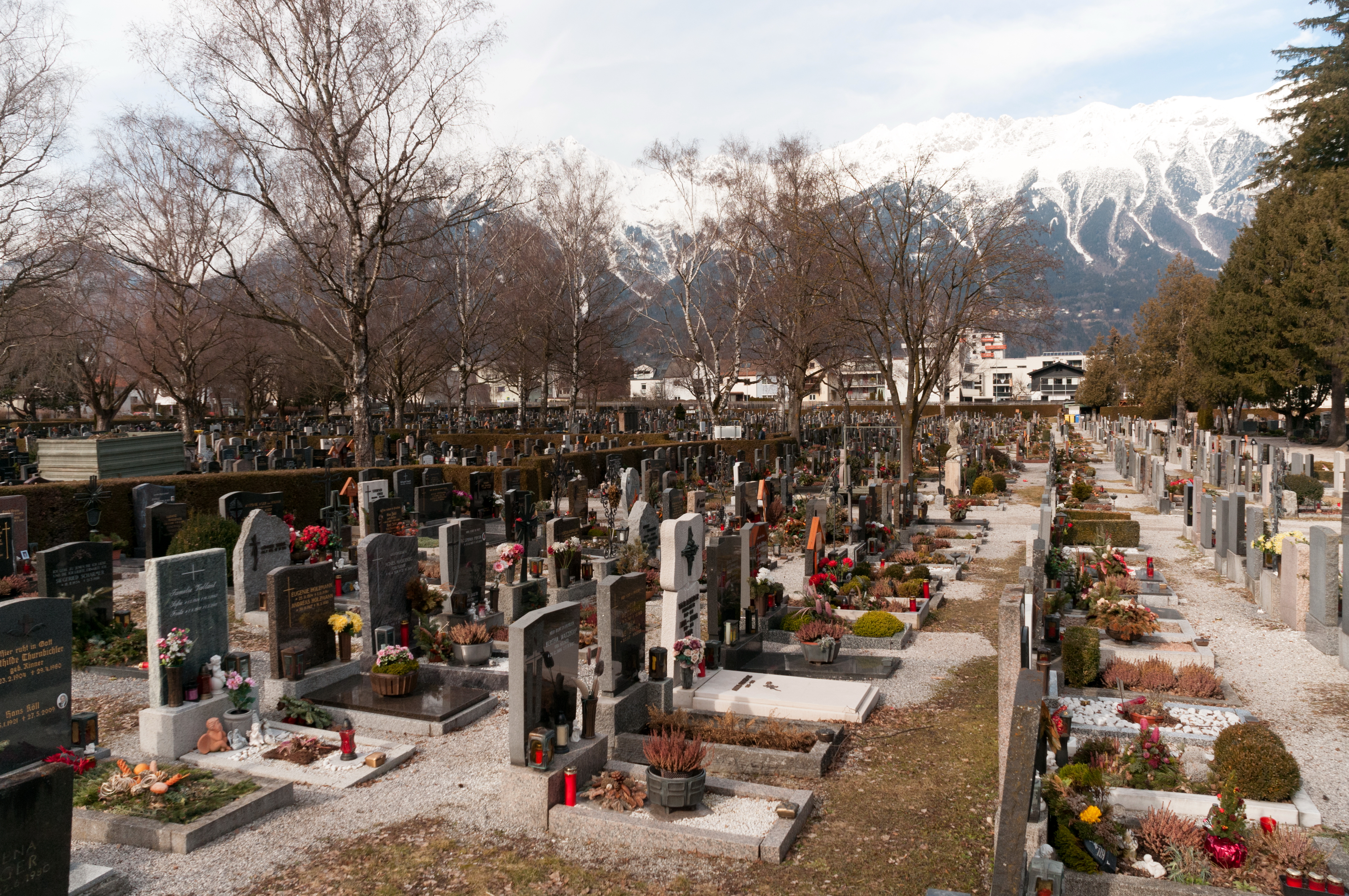
Parte più antica del cimitero nella parte nord

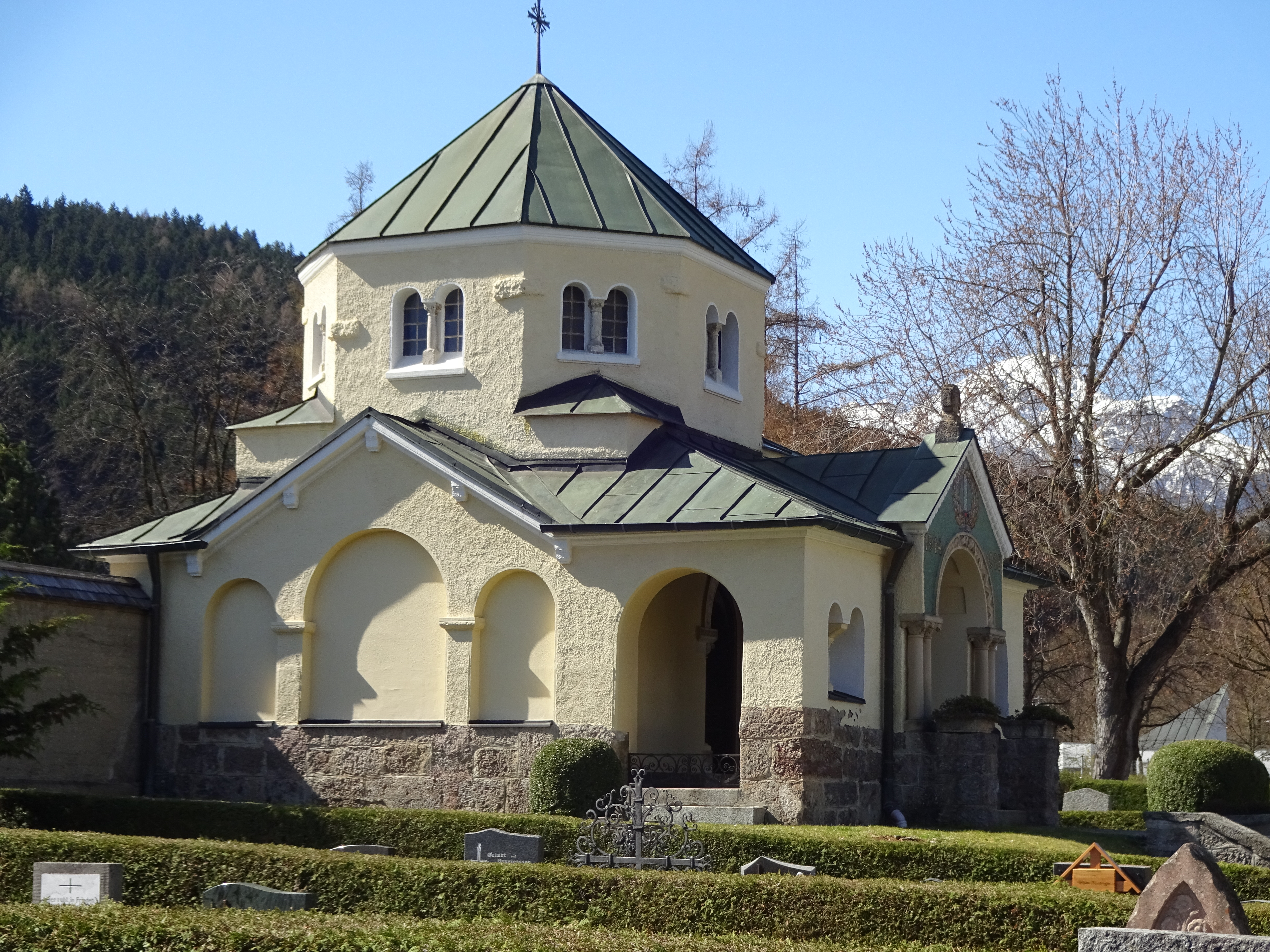
Cappella in ricordo dei caduti in guerra

Il cimitero venne costruito nel biennio 1912-1913 in sostituzione ed ampliamento del precedente Pradler Friedhof. Nel 1985 la struttura è stata nuovamente ampliata con la costruzione di una nuova parte a sud-ovest.

## Descrizione
La parte più antica si presenta con una pianta asimmetrica con piccoli percorsi che racchiudono aree quadrate. La parte monumentale con edifici di una certa dimensione si trova nella zona nord-orientale. L'ingresso principale si trova nel portico della cappella, edificata nel 1912. La parte meridionale più recente è vicina al cimitero di guerra di Amras.

## Personalità sepolte nel cimitero
Nel cimitero sono sepolte personalità di rilievo locale, nazionale e internazionale come ad esempio il chimico austriaco Bernd Michael Rode e vari altri.